# 武仙座U
武仙座U，又名BD+19 3098，HD 148206、SAO 102160、HR 6119，是武仙座的一颗恒星，视星等为6.7，位于銀經35.35，銀緯40.35，其B1900.0坐标为赤經16h 21m 22.2s，赤緯+19° 40.35′ 12″。